# Pinus attenuata
Pinus attenuata är en tallväxtart som beskrevs av John Gill Lemmon. Pinus attenuata ingår i släktet tallar och familjen tallväxter. Inga underarter finns listade i Catalogue of Life.
Arten förekommer i nordvästra Mexiko i delstaten Baja California samt i västra USA i delstaterna Kalifornien och Oregon. Utbredningsområdet ligger 250 till 1700 meter över havet. Pinus attenuata hittas ofta som ensam träd i buskelandskapet Chaparral eller i klippiga områden. Denna tall kan även bilda trädgrupper tillsammans med arter av släktena Quercus och Cupressus. Artens kottar är mogna under mars och april och sedan sprids pollen.
Bränder och regionens omvandling till kulturlandskap är ett hot mot beståndet. Pinus attenuata är däremot ganska talrik. Dessutom förekommer flera skyddszoner i utbredningsområdet. IUCN kategoriserar arten globalt som livskraftig.

## Bildgalleri

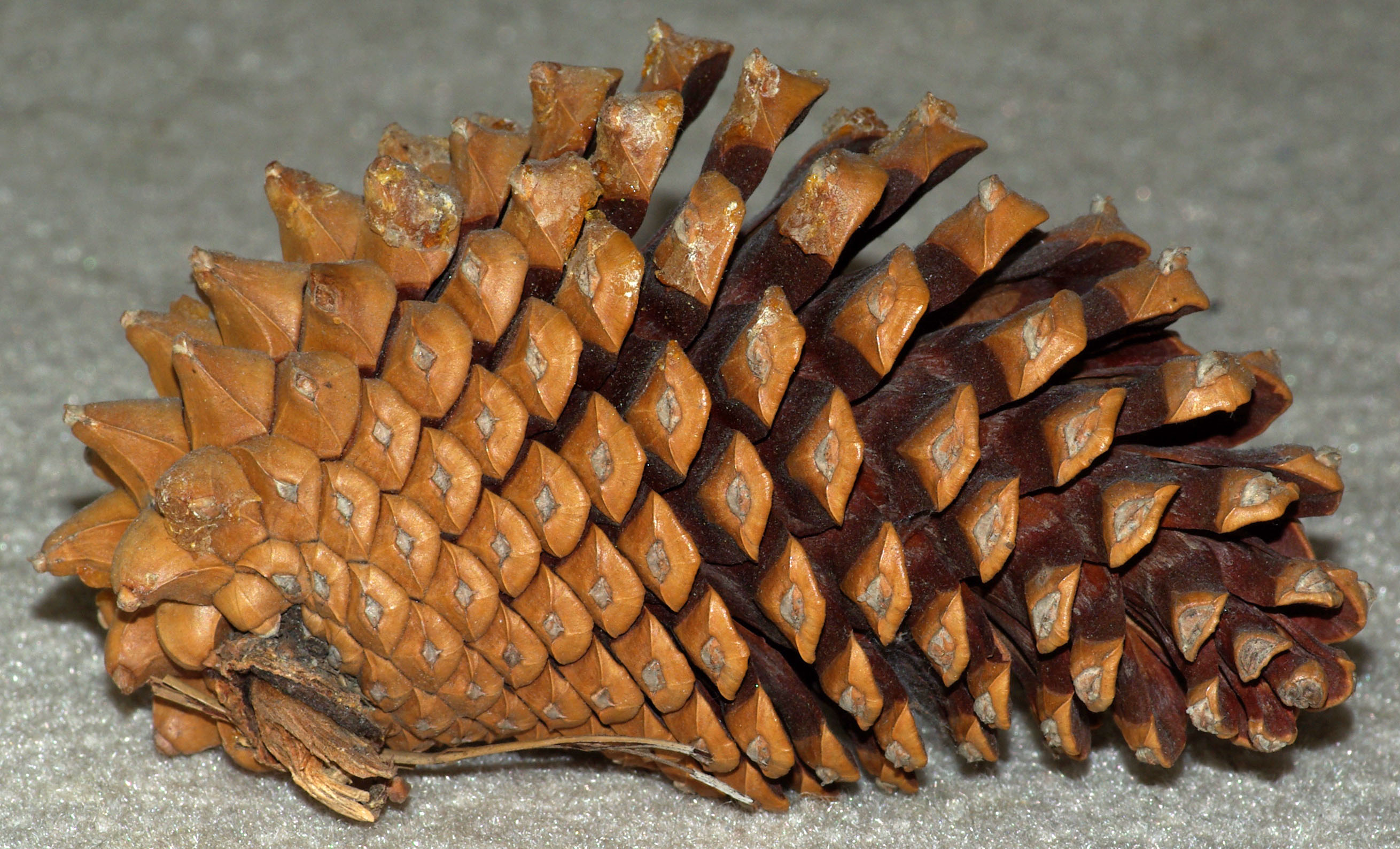
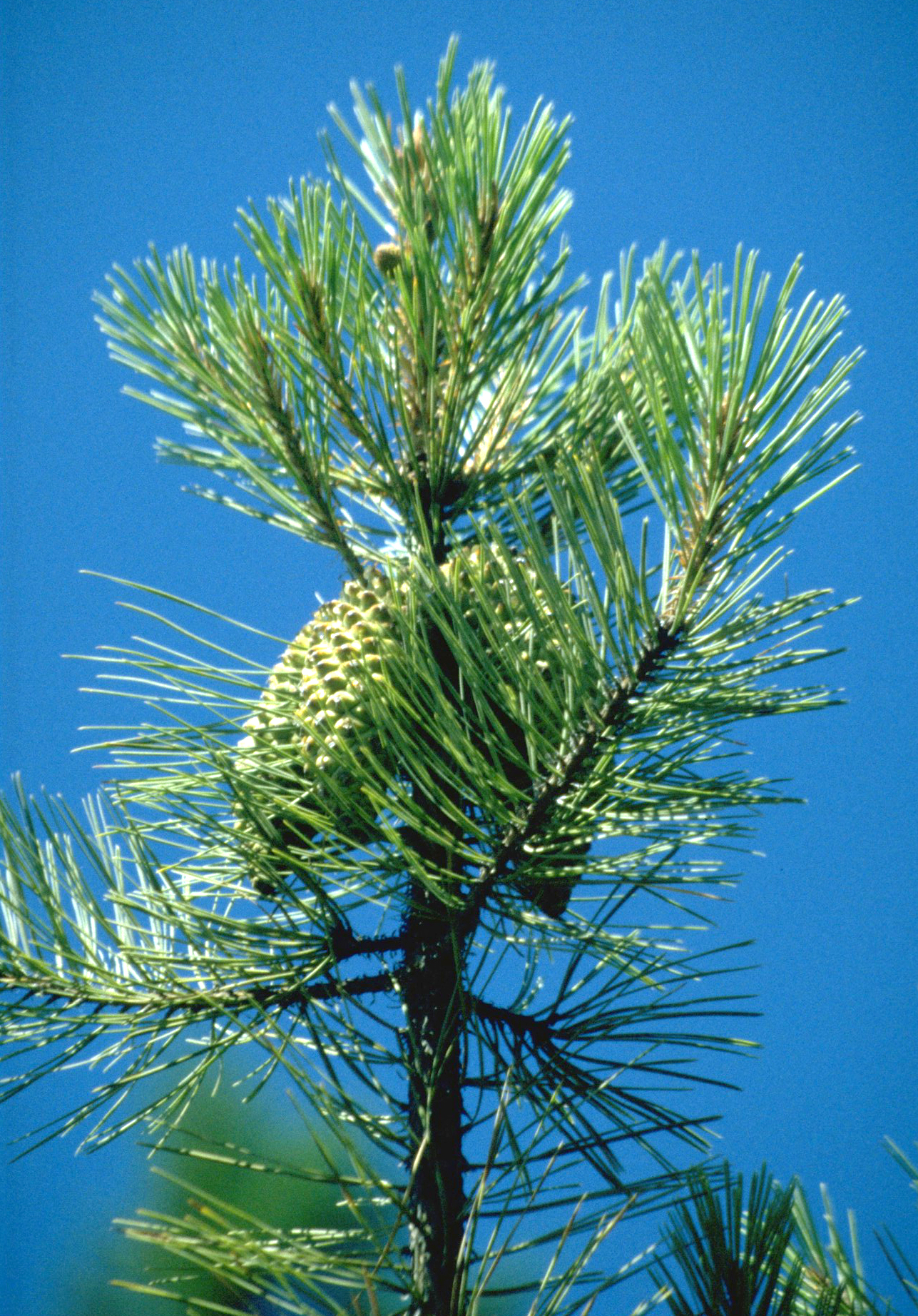
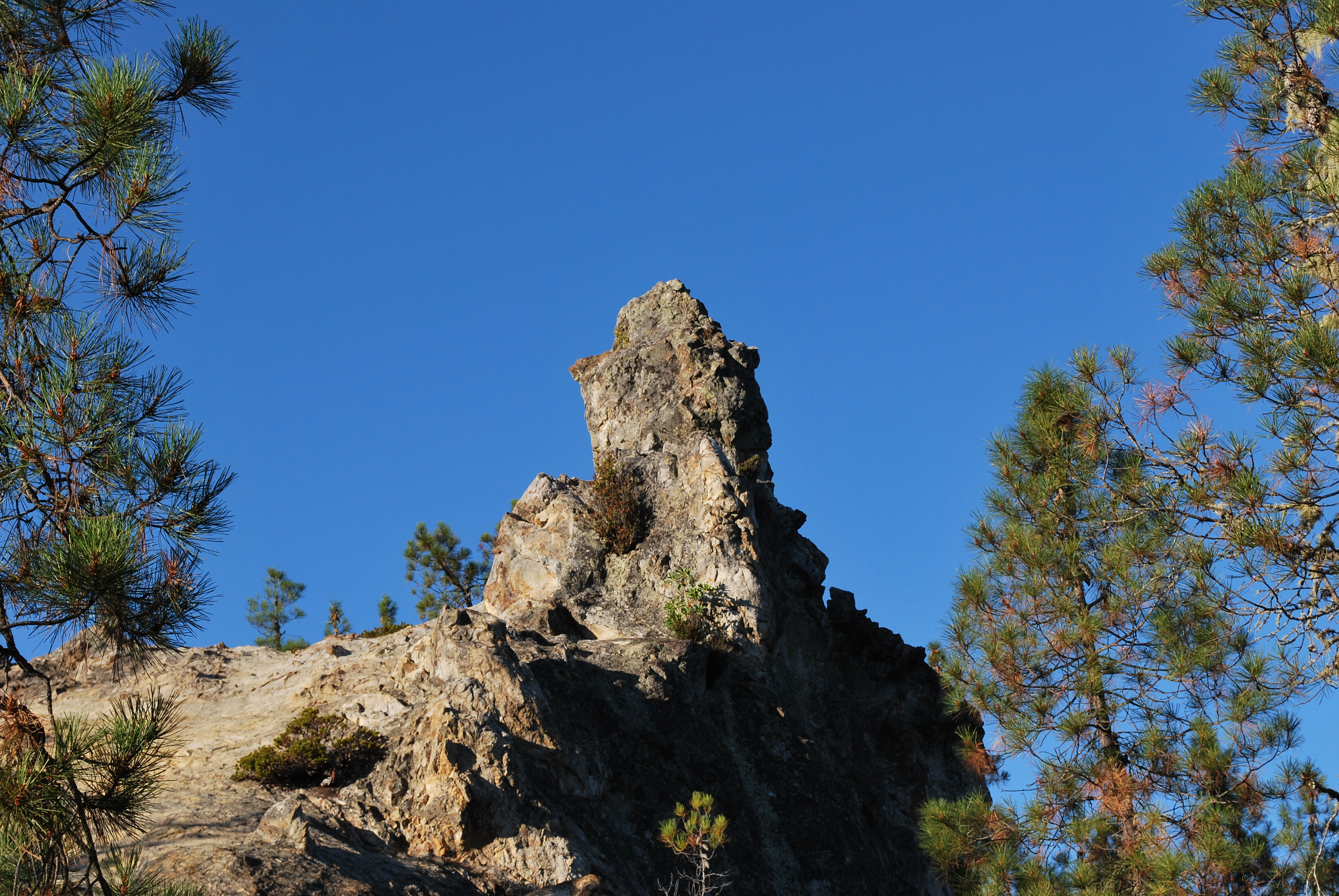
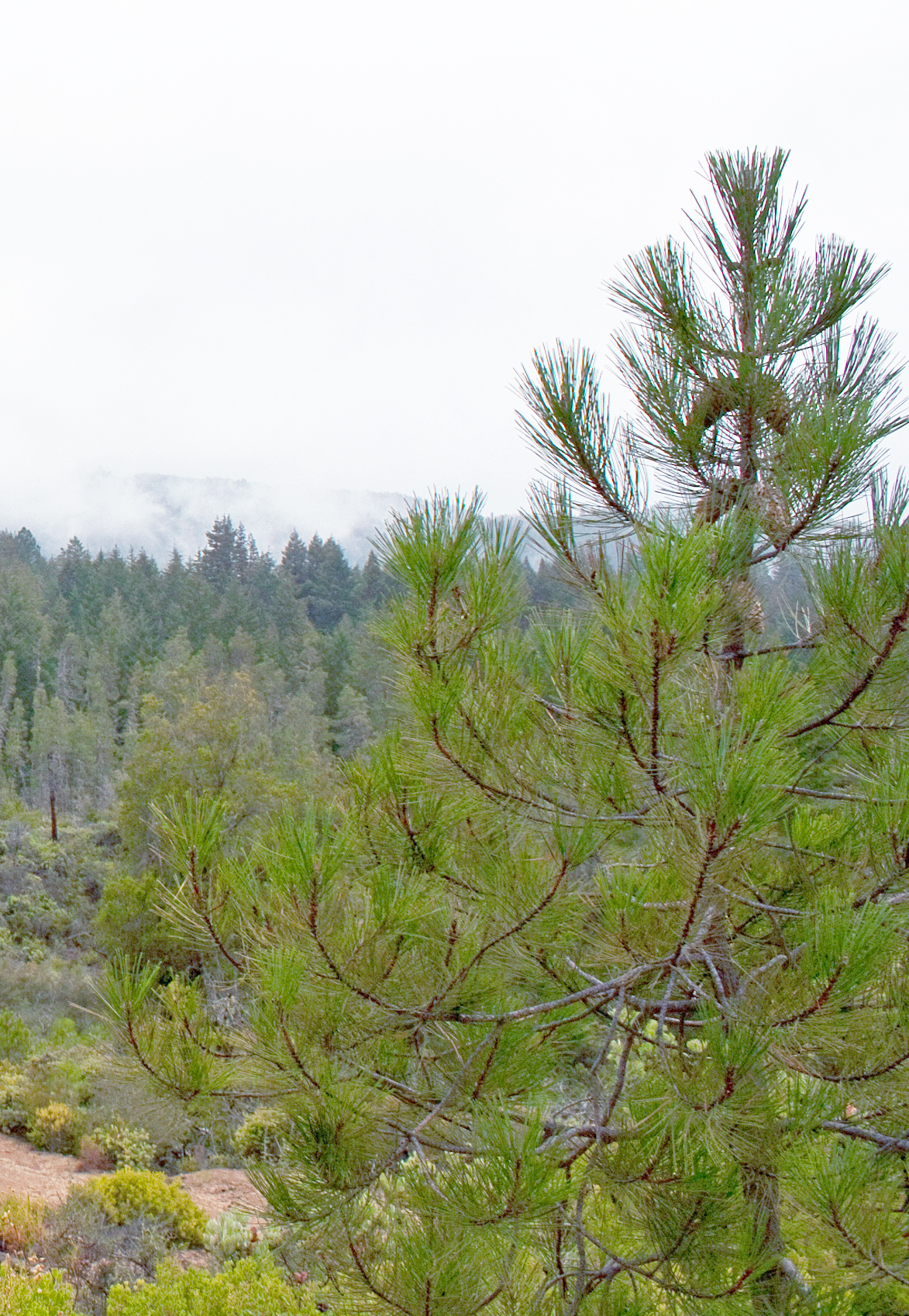
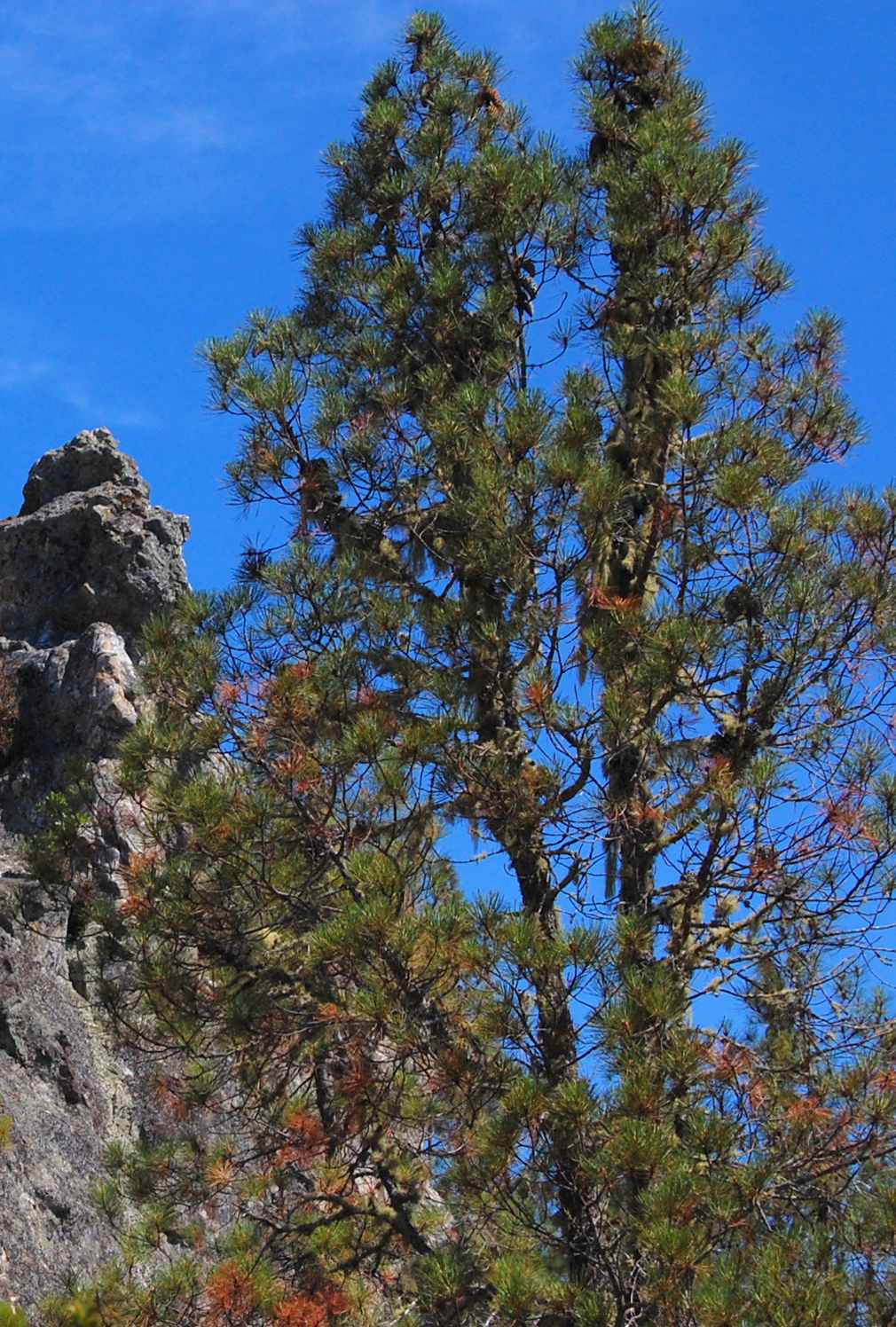